# Centurio Wiebel
Centurio Wiebel (23. ledna 1616 v Jáchymově – 9. srpna 1684 v Drážďanech) byl malíř v Saském kurfiřtství. Byl osobním malířem saského kurfiřta Jana Jiřího II.

## Výbor z díla
- Portrét dvorního rady Maxmiliána Ferdinanda Hoë z Hoëneggu (1622–1657), vyrytý J. C. Höcknerem.
- Busta vévody Mořice (1619–1681), vyryta roku 1658 Johannem Dürrem a J. C. Höcknerem.
- Busta tajného rady Johanna Georga von Oppel († 1661), vyrytý kolem roku 1662 J. C. Höcknerem.
- Množství miniaturních portrétů saské kurfiřtské rodiny pro účely tzv. dárkových „falešných schránek“ (až 18 portrétů ročně, za každý proplaceno 5 až 8 tolarů).
- Celkové portréty kurfiřta Jana Jiřího II. v brnění (často přisuzováno Heinrichu Wilhelmu Schoberovi).
- Portrét prince Jana Jiřího III. v budyšínském muzeu.
- Portrét kurfiřta Jana Jiřího III. s hnědým psem.
- Celkový portrét v životní velikosti kurfiřta Jana Jiřího III.